# Brighton Rock (Queen)
Brighton Rock is een lied van de Britse rockgroep Queen en het eerste nummer van het album Sheer Heart Attack, geschreven door gitarist Brian May. Het nummer zou oorspronkelijk op het vorige album, Queen II, staan, maar het nummer was nog niet af ten tijde van het uitbrengen van dit album.
Het nummer was voor May het favoriete nummer om een gitaarsolo te ontwikkelen tijdens live-optredens, waarbij de solo tussen de 9 en 16 minuten duurde.
Het is het eerste nummer dat kan worden omschreven als glam metal.
De solo staat op nummer 41 van de 100 beste gitaarsolo's aller tijden van het tijdschrift Guitar World.